# Burg Blasenstein
Die Burg Blasenstein (deutsch alternativ auch Burg Plasenstein, slowakisch Plavecký hrad, ungarisch Detrekő; ältere Namen: 1274 Detreh, Dethruh, 1296 Detrech, 1394 Plosenstein, 1420 Plawcz, 1437 Detrehkw, 1469 Plozsten, 1532 Plawcž) ist die Ruine einer Höhenburg über dem Dorf Plavecké Podhradie, auf dem Hügel Pohanská am westlichen Fuß der Kleinen Karpaten. An der Nordflanke des Hügels Pohanská befindet sich der Eingang in die Höhle Plavecká jaskyňa.

## Name
Der Name kommt vom slawischen Namen des Nomadenstamms Kyptschaken Polovci (slowakisch – Plavci; deutsch Kumanen), nicht etwa vom slowakischen plavec (deutsch: Schwimmer). Diese wurden von ungarischen Königen eingeladen, die Grenzen zu überwachen.

## Geschichte
Die Burg Blasenstein entstand zwischen den Jahren 1256 und 1273. Ihre vornehmliche Aufgabe war der Grenzschutz. In der Chronik des anonymen Notars des Königs Béla IV. (Ungarn) wird sie unter dem Namen Detrek erwähnt. Benannt wurde sie nach ihrem Erbauer, dem Graf von Sohl und der Zips, Magister Detrich. König Sigismund gab die Burg im Jahr 1398 dem polnischen Adeligen Stibor von Stiborice. Der große gotische Burgumbau bedeutete die Änderung der Festung zu einer repräsentativen Residenz. Im Jahr 1434 starb das von Stiborice-Geschlecht mit dem Tod seines einzigen Sohns Stibor II. aus und seine Besitztümer fielen an die ungarische Krone zurück. Anschließend wurden die Grafen von St. Georgen und Bösing Besitzer der Burg. 1553–1575 war die Burg im Besitz des  reichen schwäbischen Kaufmannsgeschlechts der Fugger. Sie erbauten die mächtige Bastei, die den Hügelzugang beschützen sollte. König Ferdinand I. (HRR) gab die Burg dem Ritter Melicher Balassa. Die Familie Balassa verstärkte die Festung. Aus dieser Zeit stammen die noch heute erkennbaren Bauelemente der Renaissancearchitektur. 1641 bekommt die Familie Pálffy die Burg von Ferdinand II. Der Palatin von Ungarn Graf Paul Pálffy benutzte die Burg Blasenstein nicht als Residenz, sondern als Festung. Wohnsitz war das Schloss in Plasenstein. Die Burg wurde im Jahr 1706 von der Kaiserlichen Armee beschädigt. In dieser Zeit war die Burg bemannt durch aufständische Soldaten des Franz II. Rákóczi. Es war der letzte und größte Aufstand (1703 bis 1711) gegen die Habsburgermonarchie im damaligen Ungarn. Seither ist die Burg eine Ruine. Ende des 18. Jahrhunderts erwarben die Pálffy auch die nahe Burg Scharfenstein mit ihren Ländereien, ebenfalls eine Ruine.

## Bilder

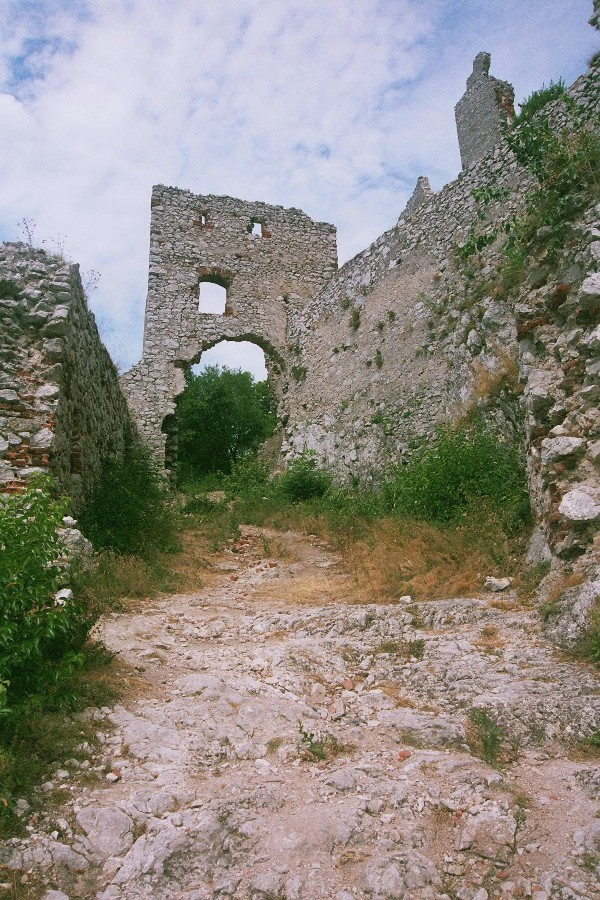
Das Eingangstor
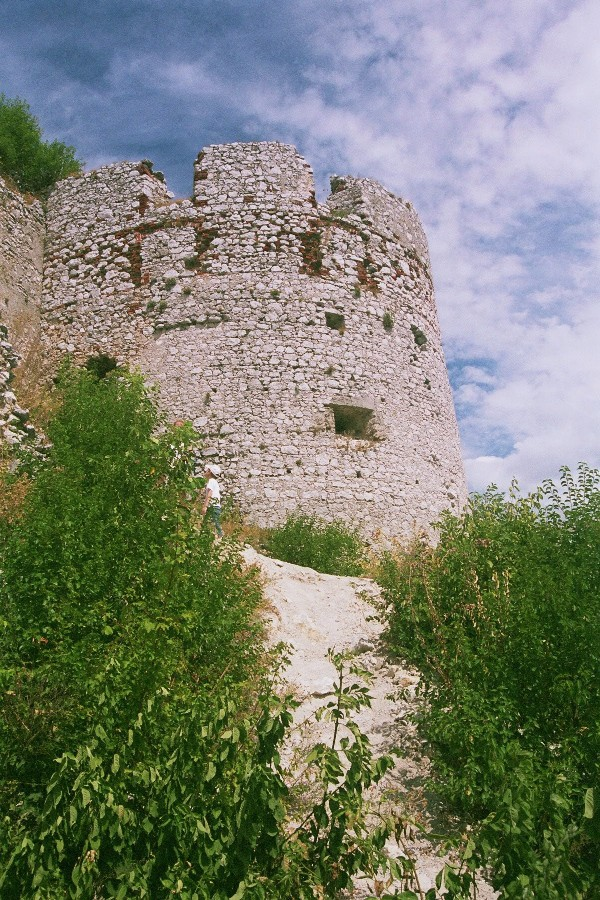
Bastei der Oberburg